# エノク語
エノク語（エノクご）あるいはエノキアン（英: Enochian）は、16世紀後半ジョン・ディーと霊視者エドワード・ケリーの日誌に記録されている天使の言語とされるものである。彼らはそれは天使により啓示されたものだと主張していたが、現代の一部の魔術研究者は人工言語と見なしている。
この言語を「エノク語」というのは現代の慣例によるもので、ディー自身の著述には見えない。彼はこの言語を「天使語」、「天上の言葉」、「天使の言語」、「神-キリストの最初の言語」、「神聖言語」と呼んでいた。彼はこの言語に使われるアルファベットを「アダムの」(Adamical) と呼ぶときもあったが、それは（ディーの天使によれば）エデンの園でアダムが全ての物に名前をつけるときに用いられたからである。ディーはなおかつ（彼とケリー以前は）父祖エノクがこの言語を知っていた最後の人間だったとした。そのため、後世の研究者たちはこの言語およびディーの魔術理論全体を「エノク的」(Enochian) と呼称するようになった。

## ディーの天使
トバイアス・チャートンの著書 The Golden Builders によると、天使の言語や大洪水以前の言語という概念はディーの時代、よくあるものだった。その重要性は、仮に天使の言語を知ることができれば、天使と直接交信することができ、かつそれによって宇宙全体とも交信できるのではないかという発想とつながりがある。
1581年ディーは、預言者らと直接交信するために神は「善き天使」を送りたもうた、と個人日誌に記し、天使を通して知識を探求していることを言及しはじめた。1582年ディーは霊視者エドワード・ケリーと組んだ（少なくとも彼の前に二人以上の他人がいた）。ディーは霊視者ケリーの協力によって安定して長らく天使と交信できるようになり、結果としてそうして受信したものの中にエノク語すなわち天使の言語が含まれていた。
ディーの日誌によると天使語は神が世界創造に使用した言語で、神や天使と会話するためにアダムが使用し、そして万物全ての存在を名づけたものであると想定されている。アダムはエデンの園からの追放で言葉を失い、そしておぼろげな天使語の記憶を元に原ヘブライ語を作り出した。原ヘブライ語はバベルの塔で言語が混乱・分散してしまうまでの間「人類共通言語(en:universal human language)」だったものである。その後変形した（聖書ヘブライ語として知られる）ヘブライ語を含む、現在の人類全ての言語が作られた。天使が人間のために記録した『ロガエスの書』("Book of Loagaeth")(神からの言葉) に従うならば、アダムの時代からディーとケリーの時代まで、父祖エノクの例外を除いて天使語は人から隠されていた。
この本はノアの大洪水で再び失われてしまった。
ディーとケリーに啓示された天使言語は非常に限定的なテクスト・コーパス (言語資料) ひとつをカバーするのみである。加えて一部しか英語に翻訳されていない。1583年3月26日ケリーはこの言語の特徴である21文字のアルファベットの水晶球幻視を報告し、それからエノク語として知られることになる言語の受信が始まった。数日後ケリーが受信したのは天使言語と言われるもので記された最初のテクスト・コーパスとなった。これは『ロガエスの書』(Liber Loagaeth)「神の言葉の書」という本に結実した。この本は天使言語による49の「コール」(召句) ないし祈祷文から成っていたが、95の大きな文字表も含まれ、各文字表は49x49の文字だらけの方陣であった。なお、天使たちがわざわざこの本のテクストを翻訳することは一度もなかった。
それ以外でもっとも重要なエノク語テクストは約一年後にクラクフにてケリーへ与えられた。これは英訳が付されており、エノク語の語彙の基本を提供するという点で、より重要である。テクストは48詩節からなり、この諸節はディーの手稿の中で "Claves Angelicae” すなわち「天使の鍵」と呼ばれている。「鍵」には魔術体系における一定の役割が割り当てられていた。以下のように、これらの鍵は『ロガエスの書』の49の魔方陣が表す「49の知恵/理解の門を開く」ためにディーに使われるように目論まれたかのごとくであった。
私はそれ故、あなたに伝えた教義に従って、49の表に含むところをあなたに教え授けるものである。49の声、召句は、それら49ではなく48 (一つは開かれないため) の理解の門を開くための本然たる鍵であり、それによってあなたは全ての門を動かすための知識を得るであろう……

されどこれら19の召句は召句であり、また神秘的表の知識への入り口であることを理解されたし。各表は一葉の頁全体を包含しており、他に何の付随物も必要ない。
このテクストには 大抵の語彙が入っているが、さらに数十の単語がディーの日誌の至るところに隠されていることが分かっており、『ロガエスの書』には数千の未定義の単語が含まれている。
「ロガエス」の単語と「鍵」の単語の際立った相違から、今日の一部の魔術師はこれらはエノク語の異なる二つの「方言」であると見なすようになった。

## 懐疑論と言語上の評価
懐疑派は、啓示された二つのエノク語テクストの相違は、エノク語が実際には首尾一貫した言語ではないことを示すものと指摘している。
たとえばオーストラリアの言語学者ドナルド・レイコックは、ロガエス文書のテクストは自然言語には通常表れない音声的特徴を呈していると記している。
というより、このような特徴はグロッソラリア (異言) の諸例に共通して見られる。このことは、少なくともこの二つのテクストはケリーが実際に異言現象を通じて受信したものであることを示しているかもしれない。
懐疑派は レイコックの言語解析を土台として、エノク語の鍵のテクストは正真正銘の自然言語を表していると捉えることにも問題があると指摘する。エノク語の召句の構文法が英語のそれとほぼ同一であることが確認されている。その上非常に少ない証拠であるエノク語の動詞変化は (おそらくアダムの本来の言語との類縁性が英語よりも高いと思われそうな、ヘブライ語やアラビア語のようなセム系諸語よりも) まったく英語を思わせるものである。これらやその他の点から、エノク語の受信は一部のエノク魔術実践者が典型的に主張するほどには神秘的なものでも説明しがたいものでもないことは間違いないように思われる (と懐疑派は主張する)。

## アルファベット
| 英語 同等 | 文字 | 文字の 名前      | 発音      | ノート |
| --------- | ---- | ---------------- | --------- | ------ |
| A         |      | Un               | /ɑ/       |        |
| B         |      | Pa               | /b/       |        |
| C / K     |      | Veh              | /k/       |        |
| D         |      | Gal              | /d/       |        |
| E         |      | Graph            | /e/       |        |
| F         |      | Or               | /f/       |        |
| G / J     |      | Ged              | /dʒ/      |        |
| H         |      | Na               | /h/       |        |
| I         |      | Gon              | /iː/      |        |
| L         |      | Ur               | /l/       |        |
| M         |      | Tal              | /m/       |        |
| N         |      | Drux             | /m/       |        |
| O         |      | Med              | /oː/      |        |
| P         |      | Mals             | /p/       |        |
| Q         |      | Ger              | /q/       |        |
| R         |      | Don              | /r/       |        |
| S         |      | Fam              | /s/       |        |
| T         |      | Gisg             | /t/       |        |
| U / V     |      | Van              | /uː/, /v/ |        |
| X         |      | Pal              | /ks/      |        |
| Y / W     |      | Gon (with point) | /j/       |        |
| Z         |      | Ceph             | /z/       |        |